# 46727 Hidekimatsuyama
46727 Hidekimatsuyama è un asteroide della fascia principale. Scoperto nel 1997, presenta un'orbita caratterizzata da un semiasse maggiore pari a 2,9263886 UA e da un'eccentricità di 0,0964543, inclinata di 0,98579° rispetto all'eclittica.